# Křeč
Křeč település Csehországban, a Pelhřimovi járásban. Křeč Chrbonín, Vlčeves, Dolní Hořice, Radenín, Obrataň és Černovice településekkel határos. Lakosainak száma 241 fő (2024. január 1.).

## Népesség
A település lakosságának változását az alábbi diagram mutatja:
| Lakosok száma | 735  | 703  | 612  | 390  | 313  | 247  | 220  | 229  | 231  | 241  |
|               | 1869 | 1890 | 1921 | 1950 | 1980 | 2001 | 2017 | 2019 | 2022 | 2024 |